# Sugamo-gevangenis

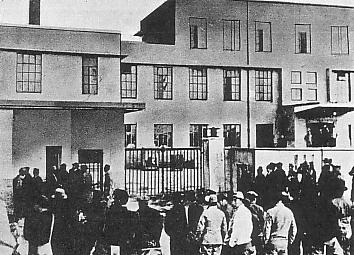
Sugamo-gevangenis

De Sugamo-gevangenis (巣鴨拘置所, Sugamo Kōchi-sho) is een voormalige Japanse gevangenis. De gevangenis werd in de jaren 1920 gebouwd voor politieke gevangenen, naar het model van de Europese gevangenissen. De gevangenis bevond zich in Ikebukuro een district van de huidige speciale wijk Toshima in Tokio. Ze huisvestte veel communisten en andere dissidenten die zich verzetten tegen de Vredeswetten in de jaren 1930 en 1940.      
De gevangenis werd niet beschadigd tijdens het bombardement op Tokio tijdens de Tweede Wereldoorlog en de geallieerde bezettingsmacht gebruikte het gebouw om vermoedelijke oorlogsmisdadigers te detineren in afwachting van hun proces voor het Internationale Militaire Tribunaal voor het Verre Oosten.